# Filipe Carlos, Conde de Erbach-Fürstenau
Filipe Carlos, Conde de Erbach-Fürstenau (Schönberg, 14 de setembro de 1677 – Fürstenau, 2 de junho de 1736) foi um membro da Casa alemã de Erbach, que detinha os feudos de Fürstenau, Michelstadt e Breuberg.
Nascido em Schönberg, ele era o terceiro filho e o segundo (mas mais velho sobrevivente) filho homem de Jorge Alberto  II, Conde de Erbach-Fürstenau e Anna Dorothea Christina, filha do Conde Filpe Godofredo de Hohenlohe-Waldenburg.[carece de fontes?]

## Vida
Como vários outros membros de sua família, Filipe Carlos seguiu a carreira militar, e tornou-se Major-General do Círculo da Francônia.
Após a morte de seu pai, em 1717, ele decidiu, em conjunto com seus irmãos sobre a herança, embora ele tenha administrado para manter um único governo. Em 1718, ele se tornou o soberano Senhor de Breuberg.
Filipe Carlos morreu em Fürstenau, aos 58 anos, e foi sepultado em Fürstenau.

## Casamentos e descendência
Em 4 de dezembro de 1689, casou com Carlota Amália de Kunowitz (1677-1722), filha de João Frederico de Kunowitz (1624- 1700) e Doroteia de Lippe-Brake (1633-1706). Tiveram 4 filhos:
1. Carolina (1700-1758), casada com o Duque Ernesto Frederico II de Saxe-Hildburghausen (1707-1745).[1]
2. Enriqueta (1703-1704)
3. Luísa Eleonor (1705-1707)
4. João Guilherme (1707-1742)

Filipe Carlos casou-se pela segunda vez, em 22 de julho de 1723, com a baronesa Ana Sofia de Spesshardt (1693-1767), filha de Cristóvão Gaspar de Spesshardt e Eva de Bibra. Tiveram sete filhos:
1. Imma (1724-1730)
2. Carlota Guilhermina (1725-1739)
3. Ernesto (1726-1727)
4. Luís II (1728-1794)
5. Sofia Carolina (1730-1737)
6. Jorge Alberto III (1731-1779), casado com Adolfa Guilhermina de Schwarzbourg-Sondershausen (1737-1788)
7. Filipe Carlos (1733-1735)